# ديفيد اتلس
ديفيد اتلس (بالإنجليزية: David Atlas)‏ (25 مايو 1924 في بروكلين - 10 نوفمبر 2015)، عالم أرصاد جوية، وواحد من رائدي تصميم رادار الطقس. عمل مع سلاح الجو الأمريكي في الحرب العالمية الثانية، ثم عمل بروفيسور في جامعة شيكاغو.